# Венедикт (Алексійчук)
Венеди́кт (у світі Вале́рій Дми́трович Алексійчу́к) (нар. 16 січня 1968, Борщівка, Костопільський район, Рівненська область) — єпископ Української греко-католицької церкви (УГКЦ), колишній ієромонах Студійського уставу (приналежний до Святоуспенської Унівської лаври); 20 квітня 2017 року призначений правлячим архієреєм єпархії Святого Миколая з осідком у Чикаго.

## Біографічні відомості

Єпископський герб Венедикта Алексійчука з девізом церковнослов'янською мовою «Возлюбимъ другъ друга»

- Народився 16 січня 1968 року в селі Борщівка Костопільського району Рівненської області.
- З 1975 по 1983 рр. навчався у Борщівській восьмирічній школі.
- У 1983 р. розпочав навчання у Рівненському медичному училищі, яке закінчив 1987 р. за спеціальністю фельдшер. По закінченні якого працював на Станції Швидкої медичної допомоги в місті Костопіль.
- 1987–1989 рр. був на військовій службі. Опісля з 1989 по 1990 рік працював фельдшером. Спочатку в міській поліклініці а потім в санаторії «Карпати» у місті Трускавці.
- У 1990–1993 рр. навчався у Дрогобицькій духовній семінарії. 9 жовтня 1991 р. отримав дияконські свячення від владики Филимона (Курчаби). А 29 березня 1992 р. від Блаженнішого Патріарха Мирослава-Івана (Любачівського) прийняв ієрейське рукоположення.
- В квітні 1992 р. був призначений адміністратором на парафію села Бистриця Дрогобицького деканату. Водночас був сотрудником при церкві Святої Трійці у місті Дрогобичі, та відповідав у Дрогобицькому деканаті за працю з молоддю. З 1992 по 1994 рр., працював у Патріаршій Катехитичній комісії, в якій мав відповідальність за організацією місійної праці на Східній Україні.
- 13 травня 1993 р. був прийнятий до Святоуспенської Унівської Лаври Студійського Уставу. В якій отримав монаший постриг 13 жовтня 1993 року, та 31 грудня 1995 р. прийняв Малу Схиму.
- З липня 1994 р. трудився над відновленням монашого життя і відбудовою Борисоглібського монастиря у місті Полоцьку (Білорусь). Водночас служив на парафіях у містах Полоцьку, Вітебську, Могильові, Гомелі, Бересті (Білоруська Греко-католицька Церква). Був духівником у молодіжній християнській спільноті в м. Мінську. Перший головний редактор білоруської релігійної культурно-просвітницької газети «Царква».
- 1996 р. закінчив Люблінський католицький університет з написанням магістерської праці на тему «Християнська духовність за св. Іваном з Кронштадту», та отримав ступень магістра богословія.
- З грудня 1996 року перебував у місті Сент-Катарінс (Канада) з метою заснування монастиря. Також служив на парафіях Гримзбі і Бімсвел (Торонтська єпархія УГКЦ). Звідти повернувся в Україну у квітні 1999, так як був обраний  ігуменом Святоуспенської Унівської Лаври. У травні 2000 р. повторно обраний ігуменом, а в травні 2005 р. переобраний знову.
- У жовтні 2004 р. розпочав навчання з богослов'я духовності в Люблінському Католицькому Університеті, де у 2006 р. отримав диплом ліценціату. У цьому ж університеті 18 квітня 2008 р. захистив докторську працю на тему: «Настоятель як духовний отець. Дослідження в світлі творів преподобного Теодора Студита», та отримав ступінь доктора богословія.
- 2004–2010 рр. — член Патріаршої Комісії у справах монашества.
- 2006 р. був адміністратором в парафії святого Миколая в м. Перемишляни.
- 2006–2008 рр. — голова секретаріату Собору монашества УГКЦ.
- 2007–2009 рр. очолював Літургійну раду УГКЦ з приготування богослужбових текстів.
- 2007–2010 рр. — Голова Ради вищих настоятелів монастирів УГКЦ
- 2009 р. призначений членом секретаріату Патріаршого Собору 2011 року, що відбувся в Бразилії.
- 2008–2010 роки пройшов курс практичної психології в Європейській Школі Кореспондентської освіти (м. Харків).
- 2009–2010 роках навчався на курсі «Пропедевтика психічних захворювань» при Українській Спілці Психотерапевтів.
- 2009–2012 рр. навчався в Школі Форматорів у Академії Ігнаціанум в Кракові (Польща), де вивчав педагогіку та психологію.
- 3 серпня 2010 року Блаженніший Любомир Гузар, Верховний Архієпископ Києво-Галицький, за згодою Синоду Єпископів УГКЦ, призначив ієромонаха Венедикта Алексійчука єпископом-помічником Львівської архієпархії.
- Хіротонія відбулася 5 вересня 2010 року в соборі святого Юра у Львові (головний святитель — архієпископ Львівський Ігор Возьняк, співсвятителі — єпископ Самбірсько-Дрогобицький Юліан Вороновський і єпископ Стемфордський Павло Хомницький).
- 8 вересня 2010 р. іменований Протосинкелом Львівської Архиєпархії і головою персоналу Курії Львівської Архиєпархії.
- 26 вересня 2011 р. призначений головою Патріаршої Літургічної Комісії УГКЦ. Також був головою Синодального Комітету з літургічних питань.
- З 2014 року є членом благодійного релігійного товариства «Свята Софія» у м. Римі.
- 2014–2016 навчався на програмі Key Executitve MBA в Українському Католицькому Університеті та отримав ступень Магістра ділового адміністрування.
- 2015 р. нагороджений відзнакою Львівського міського голови "Почесний знак Святого Юрія.
- 2015 навчання в Європейському Центрі комунікації і культури (Варшава).
- 2015–2018 рр. сенатор Українського Католицького Університету.
- 14 грудня 2015 р. нагородженого хрестом військового капелана.
- 2017 р. нагороджений відзнакою «Золотий герб міста Львова».
- 20 квітня 2017 р. Папа Франциск призначив владику Венедикта правлячим архиєреєм єпархії Святого Миколая з осідком у Чикаго[1].
- 29 червня 2017 р. у катедральному соборі Святого Миколая в Чикаго Блаженніший Святослав здійснив Чин інтронізації правлячого єпископа Чиказької єпархії владики Венедикта Алексійчука.
- з липня 2017 є почесним членом Спілки Психотерапевтів України.
- 2018 р. нагороджений почесним знаком Львівського національного медичного університету імені Данила Галицького за вагомі досягнення у науковій діяльності.
- липень 2018 р. навчання в школі бізнесу і економіки Католицького університету Америки.
- 2020–2022 навчання в Християнській Відкритій Академії (Національний Університет «Острозька Академія»).

## Видані книги
1. Настоятель як духовний отець (2009).
2. Духовні настанови (2010).
3. Будьте святими (2011).
4. Борщівка — перлина Полісся (2013).
5. Роздуми до літургійних читань Євангелія (2015).
6. Роздуми до літургійних читань Апостола (2015).
7. 50 Думок (2018).
8. Літургійно-молитовне життя Церкви (співавтор) (2018).
9. Таїнство зустрічі (2019).
10. Школа молитви (2020).
11. Про покликання людини (2021).
12. Роздуми до літургійних читань Євангелія та Апостола  (2022).

## Богословські студії
З жовтня 2004 року розпочав докторантське навчання в Люблінському католицькому університеті. У 2006 році закінчив ліценціат у згаданому університеті з богослов'я духовності.
18 квітня 2008 року в Люблінському католицькому університеті захистив докторську працю на тему «Настоятель як духовний отець. Дослідження у світлі творів преподобного Теодора Студита».